# Приморський район (Маріуполь)
Примо́рський райо́н — район на південному заході міста, уздовж Азовського моря.

## Загальні відомості
У районі розташовані великі парки (найбільш екологічно чистий район Маріуполя), обласні санаторії, міські пляжі. Підприємства транспорту: Маріупольський морський торговельний порт, залізнична станція «Маріуполь», Азовський судноремонтний завод, Азовське морське пароплавство тощо.

## Історія
Попередня назва району — «Портовський».

## Населення
За даними перепису 2001 року населення району становило 71008 осіб, із них 13,52% зазначили рідною мову українську, 85,79% — російську, 0,19% — грецьку, 0,12% — вірменську, 0,09% — білоруську, 0,06% — циганську, 0,03% — молдовську, 0,01% — болгарську, єврейську, польську, німецьку та угорську, а також гагаузьку та словацьку мови.

## Галерея

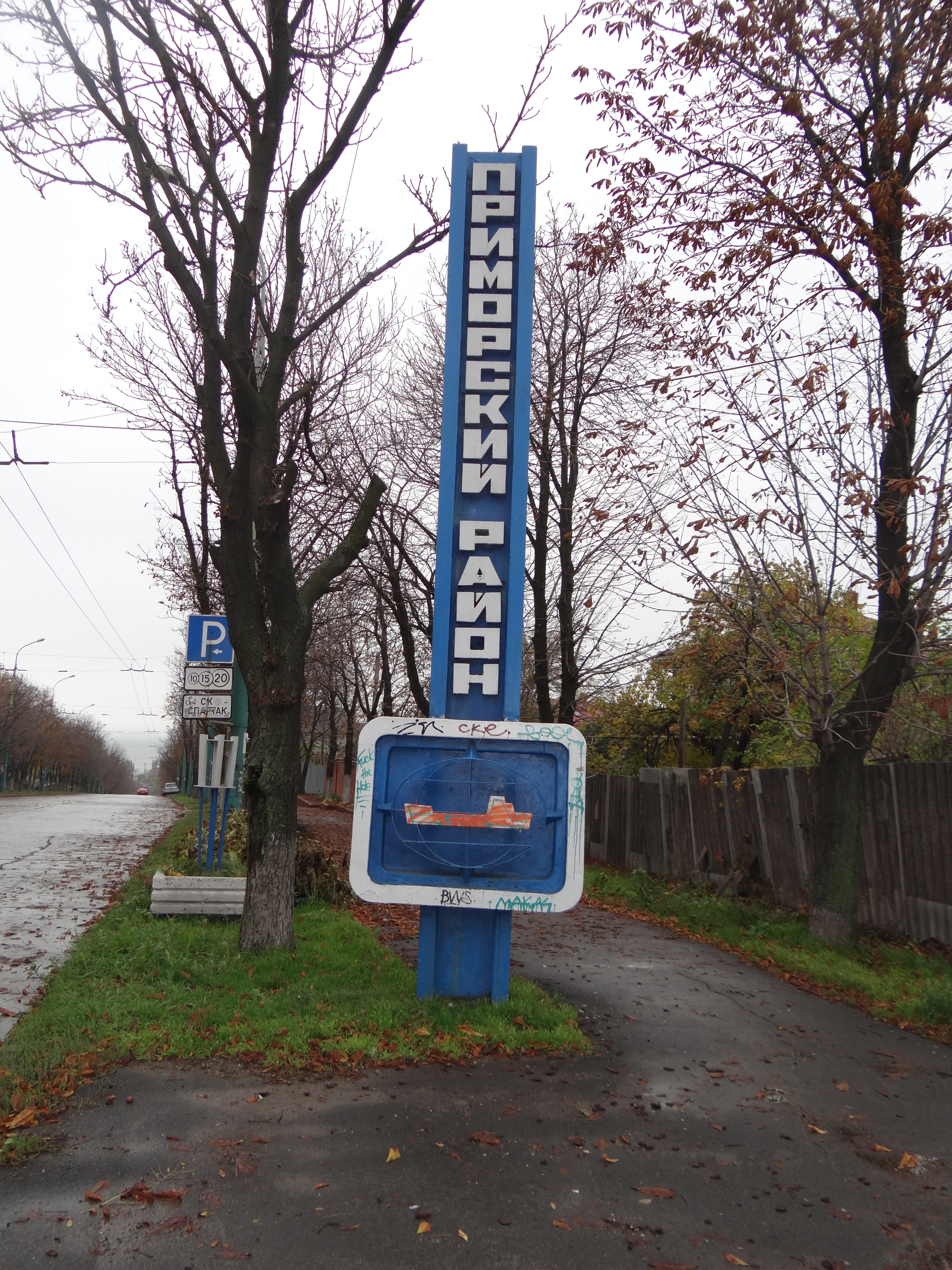
В'їзд до Приморського району. Проспект Металургів